# Moritz Tittel
Moritz Tittel (ur. 23 sierpnia 1977 w Monachium) – niemiecki aktor teatralny, filmowy i telewizyjny oraz muzyk.

## Życiorys
Urodzony w rodzinie aktorskiej w Monachium, poszzedł w ślady swoich krewnych: Huberta von Meyerincka, Gudrun Genest i Karla Schönböcka. W latach 1998–2002 uczęszczał do szkoły aktorskiej we Fryburgu Bryzgowijskim. Wystąpił w teatrach w całych niemal Niemczech, m.in. w Berlinie, Fryburgu Bryzgowijskim, Hamburgu, Hildesheim, Kolonii, Monachium i Zurychu.
Od 2011 roku gra podwójną rolę wychowanego się przez ciotki w Argentynie Konstantina Riedmüllera i brata bliźniaka architekta Moritza van Nordena w telenoweli ARD Burza uczuć (Sturm der Liebe).

## Filmografia

### Filmy
- 2005: Pan Tichy (Mr. Tichy)
- 2007: Rabuś (Wegelagerer)
- 2007: Kampf der Spione
- 2007: Jedes Ende
- 2010: Regen
- 2010: Verliebte Paare
- 2010: Widzę to, czego ty nie widzisz (Ich sehe was was du nicht siehst)
- 2010: Liebe zum Tod
- 2010: Fisherman
- 2011: Film o końcu świata (Ein kleiner Film über das Ende der Welt)

### Seriale TV
- 2000: Pomsta (Gerächt)
- 2000: Tatort – odc. pt. Prezydent (Der Präsident)
- 2001: Einfach so
- 2001: Goebbels und Geduldig
- 2002: Ein Hut ein Stock 2 Regenschirme
- 2011: Burza uczuć (Sturm der Liebe) jako Moritz van Norden / Konstantin Riedmüller